# Leucochloron minarum
Leucochloron minarum é uma espécie vegetal da família Fabaceae.
Apenas pode ser encontrada no Brasil.